# Carlos Riolfo
Carlos Riolfo Secco (* 5. November 1905 in Montevideo; † 5. Dezember 1978 ebenda) war ein uruguayischer Fußballspieler.

## Vereinskarriere
Er spielte in seiner Heimat mindestens von 1926 bis 1931 für Peñarol. Dort war er 1928 und 1929 jeweils am Gewinn der uruguayischen Meisterschaft beteiligt. 1927 wurde Peñarol zudem Vizemeister. Später wechselte er nach Argentinien, wo er 1933 für Estudiantes de La Plata aktiv war.

## Nationalmannschaft
Der Mittelfeldspieler war Mitglied der uruguayischen Fußballnationalmannschaft. Für diese absolvierte er mindestens zwei Länderspiele 1928, als er im Copa Newton sowie im Copa Lipton eingesetzt wurde. Auch gehörte er dem uruguayischen Aufgebot an, das sich bei der Fußball-Weltmeisterschaft 1930 den Weltmeistertitel bei der erstmaligen Austragung dieser Veranstaltung sichern konnte. Im Verlauf des Turniers absolvierte er jedoch kein Spiel.

## Erfolge
- Weltmeister 1930
- 2× Uruguayischer Meister (1928, 1929)